# Encounter (série télévisée)
Encounter (hangeul : 남자친구 ; RR : Namjachingu) est une série télévisée sud-coréenne diffusée entre le 28 novembre 2018 et le 24 janvier 2019 sur tvN,,.

## Synopsis
Réunie par le destin, une femme qui semble avoir tout et un jeune homme qui semble n'avoir rien décident d'abandonner une vie ordinaire pour être ensemble.

## Distribution

### Acteurs principaux
- Song Hye-kyo : Cha Soo-hyun
- Park Bo-gum : Kim Jin-hyuk

### Acteurs secondaires
- Jang Seung-jo : Jung Woo-seok
- Moon Sung-keun : Cha Jong-hyun
- Nam Ki-ae : Jin Mi-ock
- Ko Chang-seok : Nam Myeong-sik
- Kwak Sun-young : Jang Mi-jin
- Cha Hwa-yeon : Kim Hwa-jin
- Shin Jung-geun : Kim Jang-soo
- Baek Ji-won : Joo Yeon-ja
- P.O : Kim Jin-myung
- Kim Joo-heon : Lee Dae-chan
- Kim Hye-eun : Kim Sun-joo
- Jeon So-ni : Jo Hye-in
- Kim Ho-chang : Lee Jin-ho
- Lee Si-hoon : Park Han-gil
- Park Jin-joo : Eun-jin
- Park Sung-geun : Choi Jin-cheul

## Diffusion
- tvN (2018-2019)
- Now TV et Viu TV (2019)
- Hub VV Drama (2018-2019)
- 8TV (2018-2019)
- FOX et iQiyi (2019)
- ABS-CBN (2019)

### Sources
- (en) Cet article est partiellement ou en totalité issu de l’article de Wikipédia en anglais intitulé « Encounter (South Korean TV series) » (voir la liste des auteurs).